# Asterella palmeri
Asterella palmeri là một loài rêu trong họ Aytoniaceae. Loài này được Austin Underw. mô tả khoa học đầu tiên năm 1895.